# Каласка-Кастиљоне
Каласка-Кастиљоне (итал. Calasca-Castiglione) је насеље у Италији у округу Вербано-Кузио-Осола, региону Пијемонт.
Према процени из 2011. у насељу је живело 765 становника. Насеље се налази на надморској висини од 524 м.

## Становништво
| 1936. | 1951. | 1961. | 1971. | 1981. | 1991. | 2001. | 2011. |
| ----- | ----- | ----- | ----- | ----- | ----- | ----- | ----- |
| 1.410 | 1.468 | 1.268 | 1.066 | 975   | 885   | 765   | 681   |